# Isuzu 117 Coupé
Isuzu 117 Coupé är en personbil som tillverkades av den japanska biltillverkaren Isuzu mellan 1968 och 1981. 

## Isuzu 117 Coupé
Isuzu 117  var en internkod för den mellanklassbil som Isuzu utvecklade i mitten av 1960-talet och som även resulterade i familjebilen Florian. Coupén fick behålla modellnamnet 117 och delade tekniken med Florian. För att få hjälp att rita coupé-karossen vände sig Isuzu till den italienska formgivaren Ghia, där Giorgetto Giugiaro stod för ritarbetet. Bilen visades första gången på Genèvesalongen 1966 och gick i produktion två år senare. 117 Coupé fick en för tiden avancerad motor med dubbla överliggande kamaxlar och bränsleinsprutning.
De första åren byggdes bilen i små serier med hantverksmässiga metoder, men från början av 1970-talet ökade produktionstakten. Till 1978 fick bilen en ny front med rektangulära strålkastare och de sista åren såldes den även med dieselmotor.

## Motor
| Modell  | Motor               | Cylindervolym | Effekt | Bränslesystem      |
| ------- | ------------------- | ------------- | ------ | ------------------ |
| 1600 EC | 4-cyl radmotor DOHC | 1584 cm³      | 120 hk | Bränsleinsprutning |
| 1800N   | 4-cyl radmotor SOHC | 1817 cm³      | 99 hk  | Enkel förgasare    |
| 1800 EC | 4-cyl radmotor DOHC | 1817 cm³      | 135 hk | Bränsleinsprutning |
| 2000N   | 4-cyl radmotor SOHC | 1994 cm³      | 105 hk | Enkel förgasare    |
| 2000 EC | 4-cyl radmotor DOHC | 1994 cm³      | 150 hk | Bränsleinsprutning |
| XD      | 4-cyl radmotor SOHC | 2238 cm³      | 73 hk  | Dieselmotor        |